# Старый Двор (Могилёвская область)
Старый Двор (бел. Стары Двор) — посёлок в составе Воротынского сельсовета Бобруйского района Могилёвской области Республики Беларусь.

## Население
- 1999 год — 18 человек
- 2010 год — 15 человек